# موریس بانید
موریس بانید (انگلیسی: Maurice Banide؛ ۲۰ مه ۱۹۰۵ – ۲۰ مهٔ ۱۹۹۵) بازیکن و مربی فوتبال اهل فرانسه بود.
از باشگاه‌هایی که در آن بازی کرده‌است می‌توان به باشگاه فوتبال استراسبورگ اشاره کرد.
وی همچنین در تیم ملی فوتبال فرانسه بازی کرده‌است.